# Florian Le Corre
Pour les articles homonymes, voir Le Corre.
Florian Le Corre, né le 27 mai 1985 à Loudéac (Côtes-d'Armor), est un coureur cycliste français. Spécialiste du cyclo-cross, il est notamment devenu champion de Bretagne de la discipline à de multiples reprises.

## Biographie
En 2011 et 2012, Florian Le Corre est coureur professionnel au sein de l'équipe continentale Roubaix Lille Métropole. 
Après avoir stoppé le vélo pendant deux ans, il refait son retour à la compétition en fin d'année 2018, au sein du Team CycleBox.

## Palmarès en cyclo-cross
- 2001-2002
  -  Champion de Bretagne de cyclo-cross juniors
- 2002-2003
  -  Champion de Bretagne de cyclo-cross juniors
- 2004-2005
  -  Champion de Bretagne de cyclo-cross espoirs
- 2005-2006
  -  Champion de Bretagne de cyclo-cross
  - 2e du championnat de France de cyclo-cross espoirs
- 2006-2007
  -  Champion de Bretagne de cyclo-cross
- 2007-2008
  -  Champion de Bretagne de cyclo-cross
- 2008-2009
  -  Champion de Bretagne de cyclo-cross
- 2009-2010
  -  Champion de Bretagne de cyclo-cross
- 2010-2011
  - 2e du championnat de Bretagne de cyclo-cross
- 2011-2012
  -  Champion de Bretagne de cyclo-cross
- 2012-2013
  -  Champion de Bretagne de cyclo-cross
- 2013-2014
  -  Champion de Bretagne de cyclo-cross
- 2015-2016
  -  Champion de Bretagne de cyclo-cross